# Cori Schumacher
Pour les articles homonymes, voir Schumacher.
Cori Schumacher est une surfeuse américaine originaire de Californie. Pratiquante de longboard, elle a gagné le cinquième championnat du monde de longboard féminin organisé par l'Association des surfeurs professionnels durant le Roxy Jam de Biarritz, en 2010.